# Белохвостый траурный какаду
Белохвостый траурный какаду (лат. Zanda latirostris) — вид птиц из семейства какаду. Это один из наиболее крупных представителей семейства, отличается чёрно-белой окраской оперения. Имеет внешнее сходство с близкородственным белоухим траурным какаду, отличаясь от него меньшим размером клюва. Населяет разреженные эвкалиптовые леса и кустарниковые пустоши квонган на юго-западе Австралии, главным образом в границах так называемого «пшеничного пояса». Гнездится в естественных дуплах эвкалиптов и некоторых других деревьев. Питается семенами ксерофитных кустарников, цветочным нектаром, древесными насекомыми, а также семенами сосны и плодами культурных растений. Масштабное изменение природных ландшафтов, в первую очередь под нужды сельского хозяйства, поставило этот вид на грань исчезновения.

## Систематика
Белохвостый траурный какаду в качестве вида был описан относительно недавно, в 1948 году. Дело в том, что на юго-западе Австралии, где обитает птица, распространён ещё один, очень похожий (но с более длинным надклювьем) вид какаду — белоухий траурный, и долгое время специалисты рассматривали обе вариации как конспецифичные. Дополнительная путаница возникла из-за того, что научное описание белоухого траурного какаду было составлено в 1832 году не на основании биологического материала, который среди прочего требовал метрических измерений, а на основании рисунка, созданного английским художником Эдвардом Лиром. Орнитологи XX века, рассматривавшие произведение, так и не смогли определиться относительно изображённого на нём вида.
В 1933 году местный орнитолог Айвен Карнаби в западной части региона Малли обнаружил обособленную группу какаду с особенным поведением. Птицы, которых Карнаби назвал «mallee black cockatoos», поселились в песчаной пустоши посреди зарослей эвкалиптовых кустарников (местное название биотопа — малли-скрэб, англ. mallee scrub). Учёный обратил внимание на нетипичный для белоухих траурных какаду способ добывания корма: они не использовали свой клюв для выковыривания семян из коробочек эвкалипта, а предпочитали вначале расщепить одеревеневший плод, после чего кормились выпавшими наружу семенами. Более того, клюв птиц из этой группы был шире и короче, чем клюв у их близкородственных визави. Спустя 15 лет в 1948 году Карнаби описал новый подвид белоухого траурного какаду, назвав его Calyptorhynchus baudinii latirostris. Название latirostris, присвоенное Карнаби, является производным двух латинских слов: latus (широкий) и rostris (-клювый, прилагательная форма от rostrum — клюв). В ряде работ второй половины XX века за таксоном окончательно закрепился статус вида.
В других публикациях XX столетия приводится более подробная систематика рода Calyptorhynchus, согласно которой белохвостый, белоухий и траурный какаду относятся к подроду Zanda, а буроголовый и какаду Бэнкса — к номинативному подроду Calyptorhynchus. Согласно Джону Кортни, обе группы отличаются друг от друга характером крика птенцов. Международный союз охраны природы повысил ранг таксона Zanda до рода, ссылаясь при этом на издание «Illustrated Checklist of the Birds of the World» 2014 года.

## Описание
Один из наиболее крупных представителей семейства: длина 54—56 см, размах крыльев около 110 см, масса 520—790 г. Основная окраска оперения чёрная с волнообразным струйчатым рисунком желтовато-белого цвета, который образуется за счёт светлых перьевых каёмок; в области шеи и груди эти каёмки более широкие, ярко выраженные.

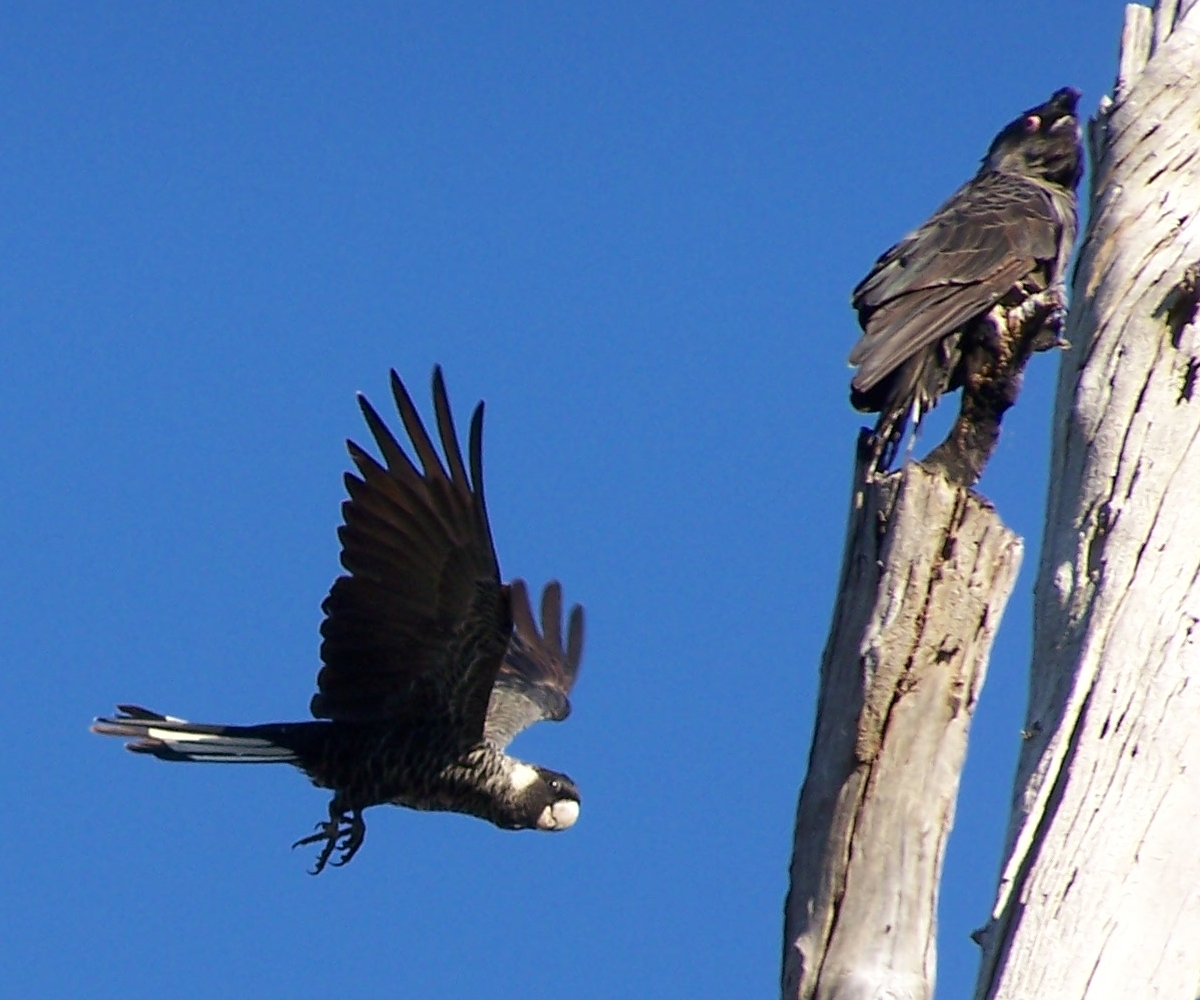
Самка в полёте. Самец сидит на столбе

На темени имеется хохол длиной 2,5—3 см, который возбуждённая птица распускает веером. На щеках развиты большие желтовато-белые пятна. Крайние рулевые перья желтовато-белые с широким чёрным полем по краю, центральные перья хвоста — полностью чёрные. Радужина тёмно-коричневая, ноги коричневато-серые. Надклювье шире и короче, чем у близкородственного и похожего белоухого траурного какаду.
Половой диморфизм хорошо развит. Наиболее заметные отличия проявляются в окраске клюва и оголённой кожи вокруг глаз: у самца клюв тёмно-серый и окологлазничные кольца розовые, в то время как у самки клюв глинистого цвета и кольца голубовато-серые. Отличия и в рисунке оперения: у самок пятна по бокам головы более светлые и имеют чёткую границу, светлые пестрины на груди и брюхе более широкие, образуют сплошные поперечные линии. Наконец, ноги у самок также окрашены в более светлые тона. Линька продолжается с января-февраля по апрель—май, очерёдность смены перьевого покрова изучена слабо.
У молодых птиц обоего пола, как и взрослых самок, клюв окрашен в глинистый цвет, окологлазничные кольца серые, окраска оперения с меньшим развитием белых пестрин. Их также можно отличить по характерным просительным крикам. Внешние половые признаки самцов начинают проявляться в конце первого года жизни и полностью приобретают взрослый вид в двухлетнем возрасте.

## Распространение
Распространён на юго-западе Австралии, главным образом в пределах так называемого «пшеничного пояса» (англ. Wheat Belt) и на прибрежных равнинах к югу и западу от него — в приморской полосе шириной в 70—300 км в окрестностях Перта, где преобладает средиземноморский климат. На побережье юго-восточная граница ареала находится в окрестностях города Эсперанс, северная — в районе устья реки Мерчисон. Вглубь континента какаду проникает вплоть до озёр Кронин (Lake Cronin) и Мур (Lake Moore), а также возвышенности Хаттер-хилл (Hatter Hill).
В отличие от других австралийских какаду, описываемый вид отчасти совершает устойчивые сезонные перемещения,
которые можно охарактеризовать как миграцию. В июле, когда количество осадков достигает 350—700 мм и наступает благоприятное время для размножения, как минимум часть птиц перемещается с побережья вглубь материка на полупустынные ландшафты пшеничного пояса; другие концентрируются в лесистой местности хребта Стерлинг, на нетронутых человеком островках природы возле городов Банбери и Три-Спрингс. Типичные биотопы белохвостого какаду в это время года — это зрелые осветвлённые леса с преобладанием эвкалипта лососевокорого (Eucalyptus salmonophloia) и эвкалипта Ванду (Eucalyptus wandoo) в сочетании с кустарниковыми пустошами квонган, поросшими зарослями хакеи (Hakea), банксии и гревиллеи.

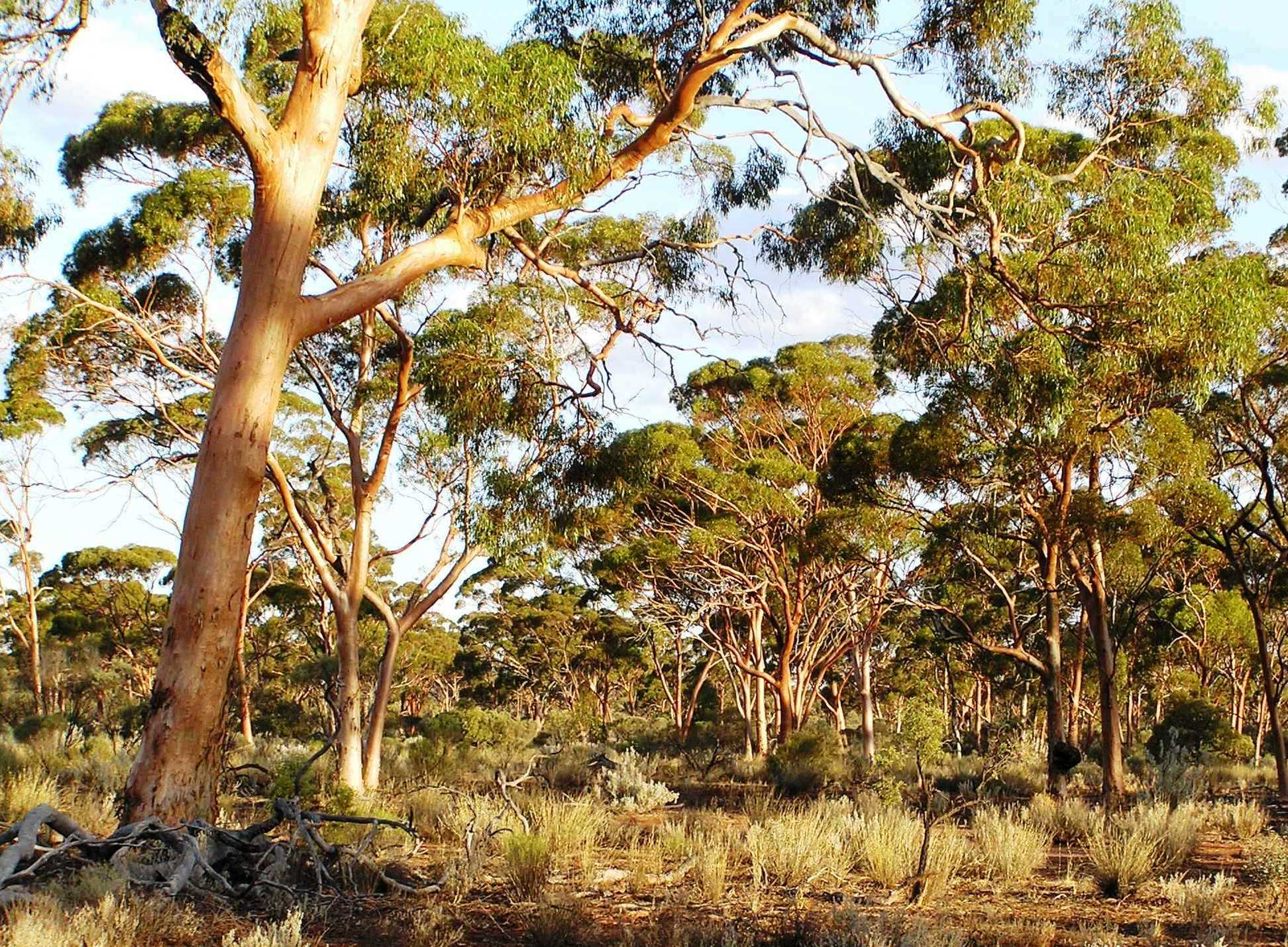
Эвкалиптовый лес — основной гнездовой биотоп. На снимке — посадки эвкалипта лососевокорого

С конца февраля по начало июля, когда стоит жаркое и сухое лето, птицы кочуют по разнообразным стациям прибрежной равнины Сван (англ. Swan Coastal Plain) в промежутке между горным хребтом Дарлинг и Индийским океаном, выбирая места с наибольшим увлажнением. Их можно встретить в том числе в галерейных лесах, на сосновых плантациях, посреди зарослей кустарниковой банксии, в садах и парках населённых пунктов, в том числе в городской черте двухмилионного Перта.
Наблюдения показывают, что в период с 1970-х по 1990-е годы область распространения белохвостого траурного какаду значительно сместилась к западу и к югу. Автор книги о какаду Эдвард Мулавка (Edward John Mulawka) акцентирует внимание на том, что примерно на трети своего былого ареала какаду больше не гнездится, то есть вымер. С другой стороны, птица успешно освоилась в районах, где её раньше никогда не видели, в том числе в эвкалипто-коримбовых лесах Дарлинга (где преобладают деревья видов Eucalyptus marginata и Corymbia calophylla), и среди посадкок эвкалипта гвоздеголового (Eucalyptus gomphocephala) на равнине Сван. Расширяется ареал и в юго-восточном направлении — в направлении озера Кронин, озера Кинг и города Равенстроп.

## Образ жизни

### Общественное поведение
В XIX и первой половине XX века, когда численность какаду была значительно выше, наблюдатели писали о больших стаях птиц, собиравшихся в кормных местах после окончания сезона размножения. Нельзя однозначно сказать, шла ли речь о белохвостых или о белоухих траурных какаду — в то время оба вида распознавались как один. К тому же, обе схожие птицы, а также траурный какаду Бэнкса, способны образовывать смешанные стаи. Высокая степень социализации характерна для обоих видов и сейчас, когда хозяйственная деятельность человека поставила их на грань исчезновения. Авторы характеризуют птицу как подвижную и общительную, склонную к стайному образу жизни. При обилии пищи какаду держатся на одном месте, пока запасы корма не иссякнут. Как и у некоторых других видов, во время кормёжки одна или две птицы стаи сидят поодаль на вершине какого-нибудь дерева, обозревая окрестности. При приближении хищника они издают истошный крик, и вся группа срывается и улетает. В гнездовой период какаду всё же обычно держатся парами либо семейными группами, для самки характерно территориальное поведение.

### Питание

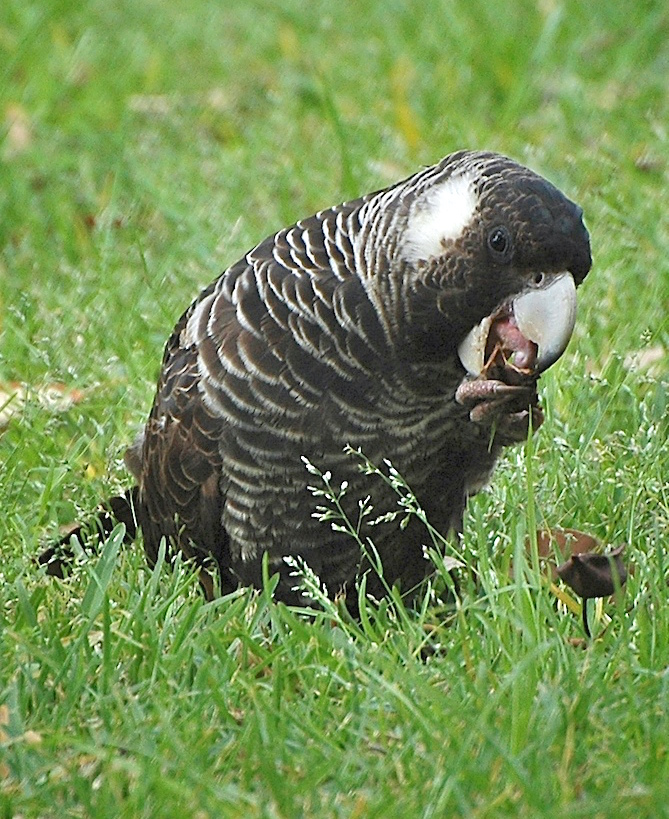
Добывание корма в парке Кингс в центре Перта

Основу питания составляют семена древесных растений семейства Протейные: банксия, гревиллея, хакея (Hakea), в меньшей степени семена эвкалипта и коримбии (Corymbia). Помимо семян, птицы также кормятся сочными плодами (в том числе шеффлеры лучелистной) и цветочным нектаром (в том числе каллистемона сплетённого), а также личинками насекомых, которых склёвывают с цветков и плодов. В отличие от благополучных гологлазого и розового какаду, увеличивших свою численность за счёт развития сельского хозяйства, белохвостый не интересуется зерновыми культурами; из чужеродных для местной флоры травянистых растений он употребляет в пищу лишь плоды аистника и Emex australis.
Вне сезона размножения, когда занимаемые птицей биотопы более разнообразны, она может посещать плантации сосны лучистой и сосны приморской, где добывает семена из шишек. Сайт австралийского министерства окружающей среды со ссылкой на работы разных авторов перечисляет другие культивируемые культуры, ставшие вторичным источником питания птиц: миндаль, яблоня, груша, хурма и др. Какаду также кормятся сочными плодами анигозантоса желтоватого (Anigozanthos flavidus), выращиваемого в декоративных целях. Корм чаще всего добывает в кронах деревьев и кустарников, реже подбирает опавшие плоды с поверхности земли. Использует свой крепкий клюв для перемалывания плодов с твёрдой оболочкой, после чего заглатывает выпавшие наружу семена.

### Размножение
Половой зрелости достигает к концу третьего года жизни. Брачные ритуалы происходят ещё до начала сезона размножения, когда какаду ведут стайный образ жизни, и на гнездовые участки птицы прибывают уже сформировавшимися парами. В июле, когда на юго-западе Австралии устанавливается прохладный и дождливый сезон, птицы покидают урбанизированные районы равнины Сван и устремляются на засушливые ландшафты к северу и востоку от неё, где сохранились островки эвкалиптового леса и заросли ксерофитных кустарников. В предгнездовой период самки белохвостого какаду ведут себя агрессивно по отношению к другим птицам, в том числе и по отношению к самкам своего вида.
Для устройства гнезда какаду требуется дупло естественного происхождения, которое может сформироваться у дерева не раньше, чем через 120—150 лет после начала роста. Брачный союз у какаду сохраняется из года в год (предположительно, в течение жизни), и птицы склонны ежегодно возвращаться на одно и то же место. Бывает, что прошлогоднее дупло уже занято другими гнездящимися птицами (тонкоклювым и розовым какаду, австралийской пеганкой, гривистой уткой и некоторыми другими видами птиц, а также пчёлами), и партнёры вынуждены искать другую аналогичную полость поблизости. То же самое происходит, если предыдущая кладка по какой-либо причине не была успешной. Наиболее благоприятное место для устройства гнезда — достаточно большое дупло мёртвого или живого дерева (чаще всего эвкалипта), на высоте не менее 10 м над уровнем земли. Саундерс оценивает среднюю высоту гнезда в 5,7 м над уровнем земли. Климатические условия также играют большую роль: самка не откладывает яйца, пока не установится продолжительная ненастная погода с проливными дождями; в солнечную погоду начало насиживания может затянуться вплоть до конца сентября. В дупле всегда присутствует выстилка из древесной трухи.
В кладке одно или два яйца, причём интервал между кладкой первого и второго яйца во отдельных случаях может достигать двух недель (что само по себе необычно для попугаев). Яйца кремового цвета, их размеры (44—54)×(32—41) мм; второе яйцо обычно несколько мельче первого. Насиживает одна самка 28—29 дней, самец в это время снабжает её кормом. Покрытые жёлтым пухом слепые птенцы появляются на свет асинхронно с тем же промежутком времени, что и были отложены яйца. Родители, как правило, не стремятся вывести двух отпрысков: даже при благоприятных кормовых условиях второй птенец чаще всего погибает от голода в течение суток или двух после появления на свет. В то же время, Мулавка пишет, что на выживаемость второго птенца оказывают влияние два фактора: интервал между кладкой первого и второго яйца (чем он выше, тем старше и сильнее первый птенец) и доступность корма (на которое, в свою очередь, оказывает уменьшение и фрагментация мест обитания). Выкармливают потомство обе птицы пары. На третьей неделе у птенцов открываются глаза, на пятой жёлтый пух полностью сменяется чёрным оперением, на десятой—одиннадцатой проявляется способность к активному полёту. Молодые ещё как минимум несколько месяцев, а зачастую и до следующего сезона размножения, держатся вместе с родителями. Средняя выживаемость птенцов в первый год жизни оценивается в 0,8.

## Какаду и человек

### Статус и охрана

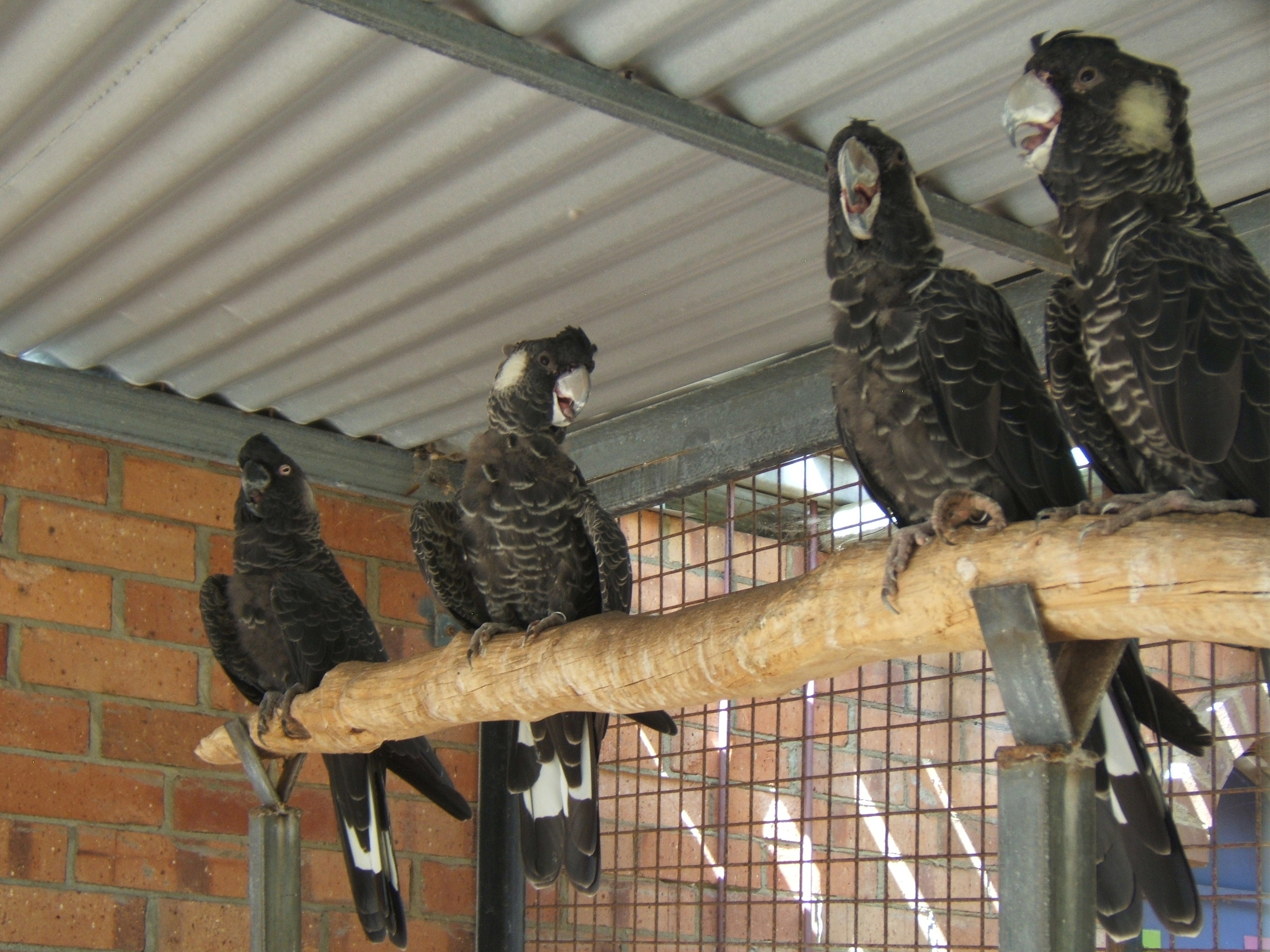
Разведение в центре Rainbow Jungle в городе Калбарри, Западная Австралия

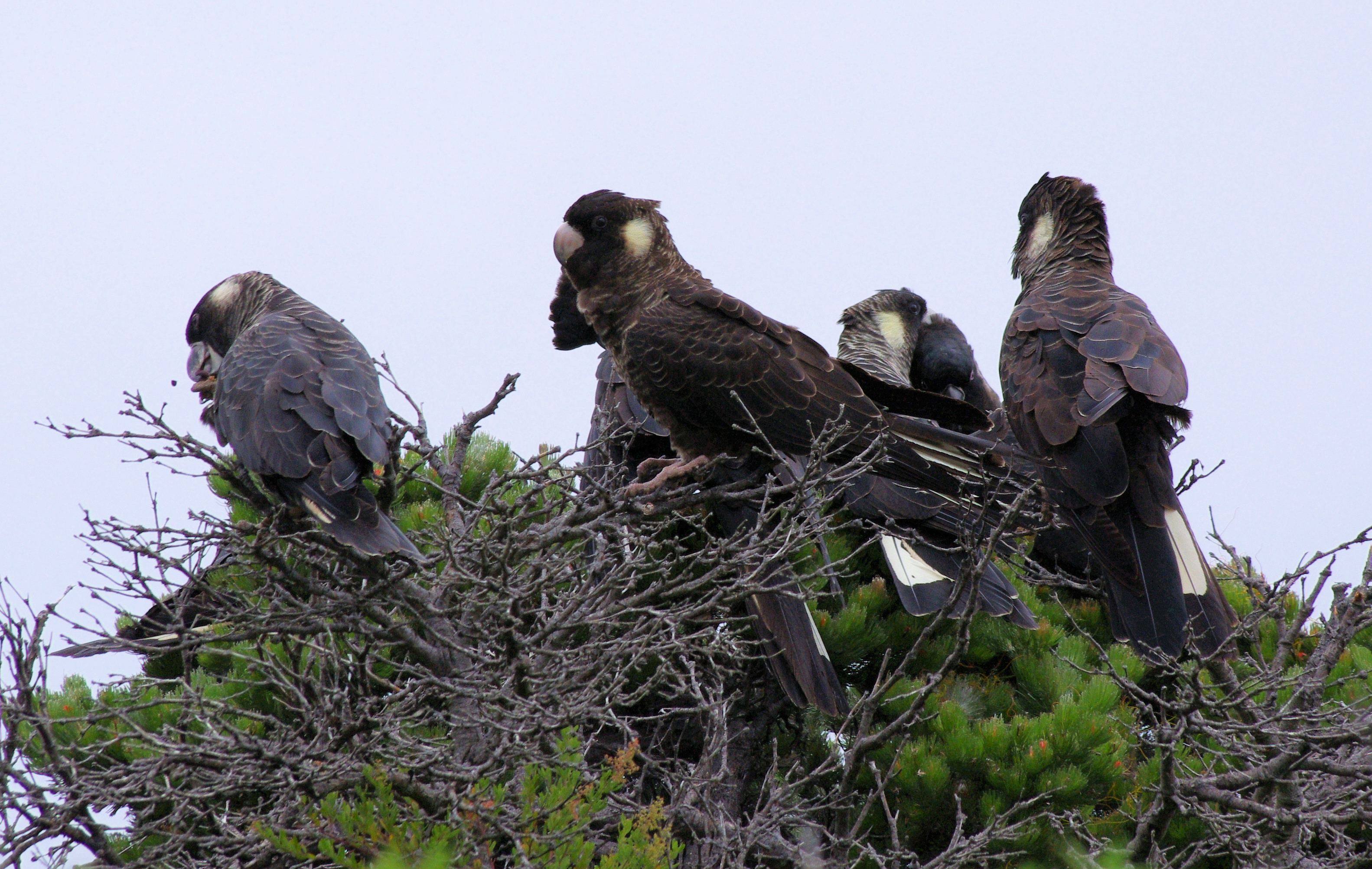
Группа отдыхающих птиц

Колонизация Австралии европейцами драматически сказалась на благополучии вида. Начиная с середины XX века, основные места обитания какаду — ксерофитные эвкалиптовые леса и кустарниковые пустоши квонган были в значительной степени уничтожены человеком, на их месте появились поля, засеянные пшеницей и другими зерновыми культурами.
По оценкам Департамента парков и природных ресурсов Западной Австралии (англ. Western Australia Department of Parks and Wildlife), к 2013 году в области «пшеничного пояса» исчезло 87 % биотопов белохвостого траурного какаду, 54 % из которых приходились на гнездовые. В настоящее время в этом районе остаются лишь отдельные островки природного ландшафта, где сохранились старые деревья с дуплами. Слабая регенерация лесов, в том числе вследствие поедания молодых побегов домашним скотом и интродуцированными кроликами, а также отсутствие соответствующих программ, ведёт к дальнейшему уменьшению количества подходящих деревьев, что ведёт к возрастающей конкуренции за место для гнезда.
Региональный Департамент по охране окружающей среды (англ. Department of  Environment and Conservation) в 2012 году оценил общую численность белохвостого траурного какаду в 40 тыс. особей и подчеркнул, что она имеет тенденцию к уменьшению. В период с 2010 по 2015 год количество отдыхающих в традиционных местах равнины Сван птиц сократилось на 37 %, значительно уменьшилось и само количество крупных (более 150 особей) ночлежек.
Быстрое сокращение численности отразилось на природоохранном статусе птицы. В 1994 году в Красной книге Международного союза охраны природы белохвостому какаду был присвоен статус уязвимого (категория VU), а с 2000 года — вымирающего (категория EN) вида. Международная конвенция СИТЕС поместила вид в своё Приложение II, которое значительно ограничивает их торговлю.
Вид охраняется и национальным законодательством Австралии: запрещены отлов и охота на птиц, равно как трансформация их гнездовых и кормовых биотопов. Начиная с 2000 года, был проведён ряд мер по восстановлению численности птиц. В частности, Департамент по охране окружающей среды занялся установлением дуплянок в разных частях ареала, в том числе в районе Кумалло-Крик (Coomallo Creek), где расположена станция наблюдения. Среди других мир спасения вида: восстановление кормовой среды обитания, усовершенствование методов содержания в неволе, генетическая дактилоскопия содержащихся в неволе птиц.

### Содержание
В настоящее время белохвостый траурный какаду практически не предлагается к свободной продаже, поскольку она запрещена и преследуется по закону. Последние данные о владении этим видом относятся к 1993 году: на тот момент примерно 400 птиц содержалось в частных австралийских коллекциях. В 1997 году цена за одну птицу достигала 3 тыс., за пару 5 тыс. австралийских долларов.
С 1996 года Департамент парков и природных ресурсов Западной Австралии занимается разведением какаду в питомниках с целью создания резервной популяции на случай вымирания вида в дикой природе. Сотрудники учреждения изымают вторые яйца у гнездящихся птиц и подвергают их искусственной инкубации. Аналогично в питомник отправляются птенцы и раненые птицы. Какаду содержатся в зоопарках Перта, Сиднея и Аделаиды, а также в аналогичных учреждениях за рубежом.

## Комментарии
1. ↑  Сосны в Австралии начали выращивать в 1920-е годы ввиду дефицита местной древесины. Авторы пишут, что их семена стали заменой первичных кормов птицы, объём которых резко сократился вследствие трансформации ландшафтов под нужды человека. Помимо пищи, кроны деревьев предоставляют какаду место для ночного отдыха
2. ↑  Мулавка пишет, что ежегодно множество птиц погибает под колёсами автомобилей, когда они подбирают корм у дорожных обочин
3. ↑  Международный союз охраны природы со ссылкой на разных авторов в качестве приоритетных называет эвкалипт лососевокорый (Eucalyptus salmonophloia) и эвкалипт Ванду (Eucalyptus wandoo). Реже какаду устраивает гнездо в дуплах других древесных растений: Corymbia calophylla, Eucalyptus marginata, Eucalyptus gomphocephala и Eucalyptus diversicolor